# (16774) 1996 VP1
(16774) 1996 VP1 là một tiểu hành tinh vành đai chính, có đường kính khoảng 8,59 kilômét (5,34 mi). Nó được phát hiện bởi Yoshisada Shimizu và Takeshi Urata ở đài thiên văn Nachi-Katsuura ở Nachikatsuura, Wakayama, Nhật Bản, ngày 6 tháng 11 năm 1996.